# Sirawai
Sirawai (Bayan ng Sirawai) är en kommun i Filippinerna. Kommunen ligger på ön Mindanao, och tillhör provinsen Zamboanga del Norte. Folkmängden uppgår till 16 534 invånare.

## Barangayer
Sirawai är indelat i 34 barangayer.
| - Balatakan - Balonkan - Balubuan - Bitugan - Bongon - Catuyan - Culasian - Danganon - Doña Cecilia - Guban - Lagundi - Libucon | - Lubok - Macuyon - Minanga - Motong - Napulan - Panabutan - Piacan - Pisa Itom - Pisa Puti - Piña - Pugos | - Pula Bato - Pulang Lupa - Saint Mary (Pob.) - San Nicolas (Pob.) - San Roque (Pob.) - San Vicente (Pob.) - Sipakit - Sipawa - Sirawai Proper (Pob.) - Talabiga - Tapanayan |